# ヨシプ・スタニシッチ
ヨシプ・スタニシッチ（Josip Stanišić, 2000年4月2日 - ）は、ドイツ・ミュンヘン出身のプロサッカー選手。ブンデスリーガ・FCバイエルン・ミュンヘン所属。クロアチア代表。ポジションはディフェンダー。

## 経歴

### クラブ
1860ミュンヘンなどの下部組織を経て、2017年にバイエルン・ミュンヘンに加入。2019年にリザーヴチームのバイエルン・ミュンヘンIIに昇格。2年間3部リーグでプレーし、2021年4月にトップチームに昇格。10日のウニオン・ベルリン戦でブンデスリーガ初出場。7月1日に正式にトップチーム昇格が決まり、2年契約を締結。
2021-22シーズン開幕戦の8月13日のボルシア・メンヒェングラートバッハ戦では、開幕直前に負傷したベンジャマン・パヴァールに代わり先発に起用された。2022年5月14日のヴォルフスブルク戦で初ゴールを記録した。
2023年8月20日、レヴァークーゼンにローン移籍。2024年2月18日、ブンデスリーガのバイエルン戦で移籍後初ゴールゴールを記録し、チームの3-0の快勝に貢献した。4月14日、レヴァークーゼンのブンデスリーガ初優勝に貢献した。4月21日のブンデスリーガのドルトムント戦では終了間際に同点ゴールを記録し、チームの無敗記録更新を伸ばした。5月9日のヨーロッパリーグ準決勝セカンドレグのローマ戦でも終了間際にゴールを挙げ、チームを決勝に導いた。決勝ではアタランタに負け、公式戦無敗記録は51で途絶えるも、チームのブンデスリーガ無敗優勝、DFBポカール優勝に大きく貢献した。
2024年6月27日、スタニシッチはバイエルンとの契約を2029年まで延長した。

### 代表
ミュンヘン出身ながら、クロアチア人の両親から代表資格を持つクロアチア代表でプレー。2021年10月にフル代表に招集され、同月9日のFIFAワールドカップ予選のキプロス戦で先発で起用され代表デビュー。3-0で勝利した。
UEFA EURO 2024に選出

## 人物
- スタニシッチの一家はクロアチアにルーツを持っており、同国の国籍を所有している。

## 個人成績

### クラブ
| 国内大会個人成績 | 国内大会個人成績 | 国内大会個人成績 | 国内大会個人成績 | 国内大会個人成績 | 国内大会個人成績 | 国内大会個人成績 | 国内大会個人成績 | 国内大会個人成績 | 国内大会個人成績 | 国内大会個人成績 | 国内大会個人成績 |
| 年度             | クラブ           | 背番号           | リーグ           | リーグ戦         | リーグ戦         | リーグ杯         | リーグ杯         | オープン杯       | オープン杯       | 期間通算         | 期間通算         |
| 年度             | クラブ           | 背番号           | リーグ           | 出場             | 得点             | 出場             | 得点             | 出場             | 得点             | 出場             | 得点             |
| ドイツ           | ドイツ           | ドイツ           | ドイツ           | リーグ戦         | リーグ戦         | リーグ杯         | リーグ杯         | DFBポカール      | DFBポカール      | 期間通算         | 期間通算         |
| ---------------- | ---------------- | ---------------- | ---------------- | ---------------- | ---------------- | ---------------- | ---------------- | ---------------- | ---------------- | ---------------- | ---------------- |
| 2020-21          | バイエルン       | 44               | ブンデスリーガ   | 1                | 0                | -                | -                | 0                | 0                | 1                | 0                |
| 2021-22          | バイエルン       | 44               | ブンデスリーガ   | 13               | 1                | -                | -                | 1                | 0                | 14               | 1                |
| 2022-23          | バイエルン       | 44               | ブンデスリーガ   | 14               | 0                | -                | -                | 1                | 0                | 15               | 0                |
| 2023-24          | レヴァークーゼン | 2                | ブンデスリーガ   | 20               | 3                | -                | -                | 5                | 0                | 25               | 3                |
| 2024-25          | バイエルン       | 44               | ブンデスリーガ   | 14               | 0                | -                | -                | 1                | 0                | 15               | 0                |
| 通算             | ドイツ           | ドイツ           | ブンデスリーガ   | 62               | 4                | -                | -                | 8                | 0                | 70               | 4                |
| 総通算           | 総通算           | 総通算           | 総通算           | 62               | 4                | 0                | 0                | 8                | 0                | 70               | 4                |

### 代表
| クロアチア代表 | 国際Aマッチ | 国際Aマッチ |
| 年             | 出場        | 得点        |
| -------------- | ----------- | ----------- |
| 2021           | 3           | 0           |
| 2022           | 5           | 0           |
| 2023           | 8           | 0           |
| 2024           | 4           | 0           |
| 2025           | 3           | 0           |
| 通算           | 23          | 0           |

## タイトル

### クラブ
バイエルン・ミュンヘンII
- 3. リーガ（2019-20）

バイエルン・ミュンヘン
- ブンデスリーガ（2020-21, 2021-22, 2022-23）
- DFLスーパーカップ: 2021, 2022

レヴァークーゼン
- ブンデスリーガ（2023-24）